# Reinhard Ziegerhofer
Reinhard Ziegerhofer (* 1957) ist ein österreichischer Jazzbassist und Komponist.

## Leben und wirken
Ziegerhofer spielte als Kind Blockflöte und Akkordeon, später Gitarre, bevor er im Alter von siebzehn Jahren zum Jazz kam. Ab 1978 studierte er in Graz technische Chemie und daneben am Konservatorium der Stadt klassischen Kontrabass. Von 1981 bis 1988 war er Mitglied des Grazer Sinfonischen Orchesters. Er wirkte auch an Aufführungen am Schauspielhaus Graz und am Landestheater Salzburg mit.
Seit 1986 arbeitete er regelmäßig mit dem Wiener Avantgardemusiker Fritz Novotny, insbesondere in der Reform Art Unit, mit der er noch 2018 spielte. Von 1986 bis 2004 war er zudem Mitglied der Ethno-Jazzgruppe Broadlahn. Beim Steirischen Herbst 1989 trat er mit Glen Branca auf. 1992 wirkte er im Duoprojekt Voice meet Bass mit der Sängerin Leena Conquest zusammen.
1993–1994 nahm er an Studioaufnahmen und Tourneen der Folk- und Popgruppe Papermoon (Album The World In Lucy’s Eyes) teil. Im Folgejahr komponierte er mit Andreas Safer das Musical Die Geierwally, das in Graz mehr als neunzigmal aufgeführt wurde. Seit 1996 arbeitete er im directcomposing orcestra mit Mario Rechtern und Bill Elgart zusammen. 1997 hatte er die musikalische Leitung bei der Aufführung von Gert Steinbäckers Musical Glück am Schauspielhaus Graz.
Seit 1998 tritt Ziegerhofer auch als Bass-Solist auf. 1999 wurde er Mitglied der Folkrock-Band des Amerikaners Chuck LeMonds, mit der er 2000 eine Tournee durch die USA unternahm. 2000 wurde er Mitglied der Gruppe feelsaitig (mit Andy Baum, Monika Stadler und Franz Schmuck) und trat in Italien und Österreich in einer Jazzband mit Wolfgang Puschnig, Rick Iannacone und Reinhardt Winkler auf.
2002–03 trat er mit Mario Rechtern als Duo BASAX auf, daneben war er in beiden Jahren künstlerischer Leiter des transeuropean project. Mit Richard Winkler, Andreas Wilding und Bernd Schneidhofer bildete er von 2003 bis 2006 die Jazzgruppe Orange.
2003 gründete Ziegerhofer das Reinhard Ziegerhofer Quartett (mit Siegfried Weißenbacher, Bernie Mallinger und Reinhardt Winkler) und ein eigenes Kammerquartett (mit Petra Pirkwieser, Bernie Mallinger und Sabine Kracher-Dimetrik). Mit beiden Ensembles führt er ausschließlich eigene Komposition auf.
2004 wurde er Mitglied der Ethno-Folk-Gruppe Polka Potente, deren gleichnamiges Album 2006 bis 2007 produziert wurde. 2006 wurde in Graz seine Komposition Lichtspur der Engel für Chor, Streichorchester, Sopran und Marimba uraufgeführt. 2007 erschien seine Solo-CD Bass Diary bei Extraplatte. 2017 war er an dem Improvisationsalbum Trzaska/Glawischnig/Harnik/Oberleitner/Ziegerhofer mit Mikołaj Trzaska, Elisabeth Harnik, Dieter Glawischnig und Ewald Oberleitner beteiligt.